# Romeo Frigo
Romeo Frigo (* 28. Juli 1946; † 3. Dezember 2021) war ein italienisch-schweizerischer Bogenschütze.

## Karriere
Der zuerst für die Bogenschützen Winterthur startende Frigo nahm 1977 erstmals an einer Weltmeisterschaft im Bogenschiessen Teil und schoss sich an dieser auf den 17. Platz. 1978 wurde er Schweizer FITA-Meister und gewann 1978 und 1979 den Meistertitel über 50 Meter. Nach der WM 1979 konnte man ihn mit seinem 10. Platz und seinen drei Schweizer Rekorden zur Weltelite und man konnte ihn auch hinsichtlich der Olympiaselektion zu den Favoriten zählen. Bis dahin hatte der aus dem Südtirol stammende Frigo jedoch noch die italienische Staatsbürgerschaft und liess sich erst im Herbst 1978 und damit kurz vor den Olympischen Spielen 1980 einbürgern, sodass seine Teilnahme vom IOK-Exekutivrat bestätigt werden musste.
Bei den Olympischen Spielen 1980 in Moskau beendete den Wettbewerb auf dem 18. Platz. Im darauffolgenden Jahr reichte es ihm hingegen an der WM in Punta Ala nur für einen 59. Platz.
Im Sommer 1982 wechselte er von Winterthur zu den Bogenschützen Dübendorf. Er nahm danach noch an drei weiteren Weltmeisterschaften Teil (1983, 1987 und 1989), kam aber dabei nicht mehr über einen 28. Platz 1987 in Adelaide hinaus. Er hält bzw. hielt insgesamt 5 nationale Rekorde. Bis 1997 nahm er noch aktiv an Wettkämpfen im Inland teil, als er bereits 50-jährig nochmals den Schweizermeistertitel im olympischen Bogenschiessen holte.
Als einziger Schweizer erreichte er mehr als 1300 Punkte.